# Marcílio Dias (Porto Alegre)
Marcílio Dias é um bairro da cidade brasileira de Porto Alegre, capital do estado  do Rio Grande do Sul. Foi criado pela Lei 2022 de 7 de dezembro de 1959, tendo parte de seus limites absorvidos pelos bairros Humaitá e Farrapos através da Lei 6218 de 17 de outubro de 1988.
O bairro foi nomeado a partir de Marcílio Dias (1838-1865), um marinheiro e herói da Guerra da Tríplice Aliança.
Territorialmente, o Marcílio Dias é uma longa e estreira faixa localizada na beira do Lago Guaíba, sendo limitada, de norte a sul, pelos bairros Humaitá, Farrapos, Navegantes, São Geraldo, Floresta e Centro Histórico.
Abriga o Porto de Porto Alegre, a Ponte do Guaíba e a Secretaria de Segurança Pública.
O bairro foi extinto em 2016 (Lei 12112), tendo seus limites anexados aos bairros Floresta, São Geraldo e Navegantes.

## Limites atuais
Rua Voluntários da Pátria, da esquina da Rua da Conceição até seu termo final na Rua Sertório, prolongando-se por uma linha de divisa entre o Lago Guaíba e toda a região que abranger o aterro do novo cais Marcílio Dias, compreendendo, portanto, o espaço aterrado entre a linha do novo cais até encontrar novamente a Rua Voluntários da Pátria, passando pela Rua da Conceição.
OBS. O limite norte - abstraída a porção de área absorvida pelo bairro Farrapos e mantidos os demais limites anteriores - passou a constituir-se, segundo a Lei 6218, a partir do Cais Marcílio Dias, no sentido e até o ponto de encontro das ruas Voluntários da Pátria e Dona Teodora.